# Albert Johnson (criminel)
Pour les articles homonymes, voir Albert Johnson et Johnson.
Albert Johnson, plus connu sous le nom du Mad Trapper of Rat River (Le trappeur fou de la rivière Rat), fut un fugitif, objet d'une immense chasse à l'homme dans les Territoires du Nord-Ouest au Canada. L'événement devint un cirque médiatique lorsque Johnson échappa à l'équipe de la Gendarmerie royale du Canada envoyée pour le mettre en garde à vue, à la suite des plaintes d'autres trappeurs.
C’est le 13 février 1932 que les agents de la GRC repèrent finalement Albert Johnson, près de Eagle River (Yukon). Une longue chasse à l’homme, qui durera quarante-huit jours, vient de commencer. Après 240 km, la chasse à pied s'acheva par une fusillade où Johnson fut tué, atteint par 17 projectiles. On retrouvera sur lui une somme d’argent de 2410$, des dents en or et de nombreuses armes. Cependant, les policiers ne trouvèrent aucun document pouvant prouver l’identité du tueur fou de Rat River.
On sait peu de choses sur Johnson. On ne connaît pas son véritable nom. On ignore d'où lui venait sa capacité de survie en milieu hostile, par des températures de l'ordre de −40 °C. Son aventure inspira de nombreuses théories et de nombreuses œuvres, dont le film Chasse à mort (1981) de Peter Hunt avec Charles Bronson et Lee Marvin. L'histoire est également racontée dans la chanson The Ballad of Trapper John de Devon Coyote, un groupe musical folklorique de la Colombie Britannique.